# ビートルズ No.1
『ビートルズ No.1』（Beatles No.1）はイギリスのロックバンド、ビートルズの3枚目のEP。

## 解説
3枚目のEP。題名が表すように、デビュー・アルバム『プリーズ・プリーズ・ミー』から最初の4曲が収録されている。レコード番号はGEP 8883。
ジャケットは『プリーズ・プリーズ・ミー』や『ザ・ビートルズ1962年〜1966年』の写真のヴァージョン違いである。ライナーノーツはトニー・バーロウによるもの。ファンクラブの連絡先もライナーノーツも書かれている。初版のレーベルのタイトルは『THE BEATLES (NO.1)』となっていた。それは1964年ごろに『THE BEATLES (No.1)』と訂正された。

## 収録曲

### Side 1
1. アイ・ソー・ハー・スタンディング・ゼア - I Saw Her Standing There (McCartney-Lennon)
2. ミズリー - Misery (McCartney-Lennon)

### Side 2
1. アンナ - Anna (Go To Him) (Alexander)
2. チェインズ - Chains (Goffin-King)